# Кхар (грузинська літера)
Хар (ჴარი) — раніше тридцять п'ята літера грузинської абетки, що позначає невластивий цій мові звук [qʰ]. В сучасній грузинській абетці літера відсутня, проте вона є у сванській мові.

## Історія
| Асомтаврулі | Нусхурі | Мхедрулі |
| ----------- | ------- | -------- |
|             |         |          |

## Юнікод
- Ⴤ : U+10C4
- ჴ : U+10F4